# Laura Robson
Vous lisez un « bon article » labellisé en 2022.
Pour les articles homonymes, voir Robson.
Laura Robson est une joueuse de tennis britannique, née le 21 janvier 1994 à Melbourne en Australie.
Professionnelle de 2008 à 2022, la Britannique s'illustre à ses débuts en remportant le tournoi junior filles de Wimbledon pour sa première participation à quatorze ans. Jeune espoir britannique, Laura Robson est au sommet de sa carrière en 2012 : médaillée d'argent des Jeux olympiques de Londres en double mixte avec Andy Murray, huitième de finaliste de l'US Open et finaliste du tournoi de Canton, elle est nommée révélation WTA de l'année. 
Portée par les résultats de la fin de la saison précédente, Laura Robson grimpe jusqu'au 27e rang du classement mondial en 2013 avant qu'une blessure au poignet gauche n'arrête brutalement sa progression et ne la contraigne à de nombreux abandons. Opérée en avril 2014, elle manque plus d'un an de compétition et sort des classements WTA. Son retour est éprouvant et son poignet nécessite une nouvelle opération à la fin de l’année 2015. Évoluant sur le circuit féminin ITF à son retour, Laura Robson ne parvient pas à retrouver son niveau antérieur. Multipliant les blessures graves, elle doit se faire opérer de la hanche en juillet 2018. Ce nouveau revers de santé l’empêche de retrouver le circuit professionnel et elle finit par annoncer sa retraite sportive en mai 2022. 
Son palmarès comporte également deux finales WTA en double, une finale en Hopman Cup, ainsi qu'un total de sept titres sur le circuit ITF, en simple ou en double dames.

## Biographie

### Jeunesse
Laura Robson naît à Melbourne en Australie le 21 janvier 1994. Elle est la plus jeune des trois enfants d'Andrew, son père, directeur pour la compagnie pétrolière britannique Shell et de Kathy, sa mère, ancienne joueuse professionnelle devenue entraîneur de basket-ball,,. Bébé, elle vit dix-huit mois en Australie jusqu’à l'installation de sa famille à Singapour où son père est muté,. Laura Robson grandit dans une famille sportive qui se détend au Hollandse Club, au centre de la cité-État, s'affrontant dans différents sports dont au tennis. Âgée de quatre ans, la jeune Laura ramasse les balles et commence à tenir la raquette à la fin des matchs. Elle prend ses premiers cours de tennis dans le club. Lorsqu’elle a six ans, elle quitte l’Asie avec sa famille pour s'établir en Grande-Bretagne.
Peu de temps après son arrivée à Londres, Laura Robson se passionne pour le tennis, motivée par la rivalité avec son frère Nick, de deux ans son aîné. Elle a d'autres loisirs, notamment la danse où elle excelle et se voit offrir une bourse par la Royal Ballet School, et la pâtisserie. Elle entre jeune, à sept ans, au Centre national de tennis de Roehampton,. Pour se consacrer à l'entraînement, la jeune athlète suit une instruction à domicile. Repérée précocement, la jeune joueuse signe un contrat avec l'agence de gestion d'athlètes Octagon à dix ans, puis avec les équipementiers Adidas et Wilson dans les mois qui suivent. Invitée en Suisse par Martina Hingis et sa mère Melanie Molitor, elle s'entraîne avec l'ancienne gloire. Lorsqu'elle rentre en Grande-Bretagne, elle commence à jouer sur le circuit junior. La jeune joueuse poursuit son entraînement au All England Lawn Tennis and Croquet Club, à Wimbledon, habitant à cinq minutes des installations.

### Carrière tennistique

#### Apprentissage sur le circuit junior (2006-2008)
En 2006, Laura Robson joue un nombre important de matchs sur le circuit junior au niveau national et international. En fin de saison, après avoir été entraînée par Nick Caserio, la jeune joueuse de 12 ans remporte le tournoi Eddie Hern en battant sa compatriote Jessica Ren en finale sur le score de 7-6, 7-5. Cette dernière prend sa revanche en éliminant Laura Robson en demi-finale de l'Orange Bowl.
L'année suivante, l'Australienne commence à s'entraîner dans le tout nouveau Centre national de tennis de Roehampton inauguré le 29 mars 2007 par la reine Élisabeth II. Elle travaille également son jeu à la Bisham Abbey Academy, un centre d'entraînement, sous la direction de plusieurs entraîneurs bien que l’ancien joueur professionnel néerlandais Martijn Bok soit son principal entraîneur. En mai, Robson dispute sur le circuit ITF Junior la Coupe de Suède junior dans laquelle elle est éliminée en quart de finale. Le mois suivant, elle atteint la finale de la Prokom Cup organisée en Pologne et détruit son trophée de finaliste en le jetant au sol de colère après sa défaite contre Magda Linette. En juillet, Laura Robson remporte la Windmill Cup aux Pays-Bas et à l’automne la Coupe Nokia junior en Finlande,. En conclusion de sa saison, elle remporte le tournoi Eddie Herr dans la catégorie des moins de 14 ans, éliminant sa meilleure amie Eugenie Bouchard en quart de finale et Mónica Puig en finale.

#### Débuts professionnels (2008-2011)

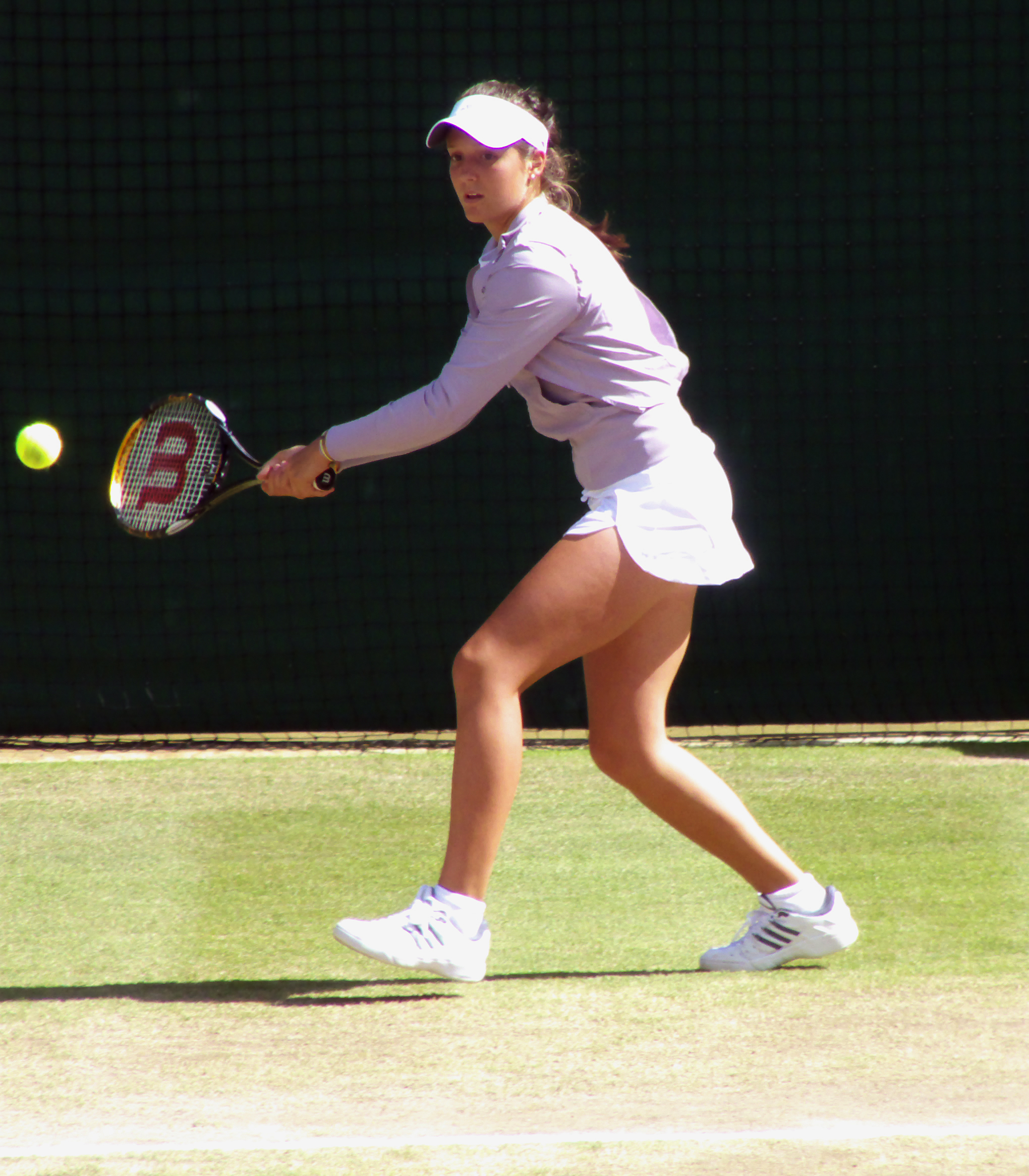
En 2008, Laura Robson remporte le tournoi junior de Wimbledon à 14 ans.

Quart de finaliste de tournois junior à Bratislava et en Tchéquie au début de la saison 2008, l'Australienne, qui vit en Angleterre depuis près de dix ans, effectue les démarches administratives pour obtenir la nationalité britannique avant la saison sur gazon. Pour certains spécialistes du tennis, devenir la meilleure joueuse britannique et offrir une chance de remporter un tournoi du Grand Chelem au tennis britannique est une opportunité qui peut rapporter beaucoup d'argent à la sportive.
En juin, inconnue du grand public et non tête de série, la Britannique atteint la finale du tournoi junior de Roehampton et impressionne les observateurs. Bien qu’elle soit battue en finale par l’Américaine Melanie Oudin, son service et sa puissance annoncent de grandes performances sur gazon. Aidée par sa taille d'1 mètre 70, son service atteint déjà les 170 km/h. Une semaine plus tard, pour sa première participation au tournoi junior de Wimbledon, Laura Robson retrouve dès le deuxième tour Melanie Oudin, de trois ans son aînée, et triomphe devant 4 000 spectateurs sur le score de 6-1, 6-3, à la surprise générale. Après une nouvelle victoire au troisième tour, Robson est la dernière joueuse du Royaume-Uni encore en course à Wimbledon et fait les titres des journaux nationaux. Malgré la nervosité occasionnée par l’attention médiatique et populaire, la jeune joueuse se qualifie pour la finale du tournoi.
Le 6 juillet 2008, sous le regard des 11 500 supporteurs du Court 1, Laura Robson remporte le tournoi junior de Wimbledon en dominant Noppawan Lertcheewakarn sur le score de 6-3, 3-6, 6-1,. Vingt-quatre ans après la dernière victoire britannique en simple à Wimbledon, celle d'Annabel Croft, Laura Robson triomphe à l’âge de 14 ans et 166 jours, un exploit de précocité qui lui vaut d'être comparée à Martina Hingis. Elle reçoit le trophée des mains d'Ann Haydon-Jones, vainqueur du tournoi femmes en 1969,.
Ce succès à Wimbledon change son statut et en fait une vedette britannique. La jeune joueuse passe professionnelle et est suivie par Nigel Sears, le capitaine de l'équipe de Grande-Bretagne de Fed Cup. Continuant ses études entre les voyages, la Britannique marque ses premiers points WTA au tournoi de tennis de Limoges avant de se retirer pour une blessure à l’épaule. Elle impressionne avec des victoires contre Urszula Radwańska (classée no 121 mondiale) et Tzipora Obziler (no 158 mondiale) pour atteindre les demi-finales du tournoi de Shrewsbury,. Invitée au tournoi de Luxembourg, elle est éliminée en trois sets par Iveta Benešová mais devient la plus jeune Britannique à disputer le tableau final d'un tournoi WTA,. Robson suscite un engouement médiatique qui s'explique par la période de disette du tennis anglais et attire les agences de gestion d'image. Après avoir obtenu son premier titre chez les professionnels, un tournoi de dernier rang ITF à Sunderland, la sportive doit mettre fin à sa saison prématurément pour une déchirure musculaire à l’abdomen,. Nommée dans la catégorie du meilleur jeune sportif de l’année de la BBC, la distinction est finalement attribuée à Ellie Simmonds, double médaillée paralympique.
Laura Robson commence sa saison 2009 en atteignant la finale du tournoi junior de l’Open d'Australie lors de laquelle elle est battue par Ksenia Pervak,. Laura Robson travaille avec le préparateur physique de la marque Adidas Gil Reyes. Sa croissance — elle a grandi de cinq centimètres depuis sa victoire à Wimbledon — met son corps sous pression et augmente son risque de blessure. Diminuée par une fracture de fatigue à la jambe gauche, elle préfère prendre plusieurs semaines de repos pour jouer dans sa meilleure forme les dix tournois auxquels elle est limitée par saison du fait de son jeune âge. En avril, sans jouer, elle devient no 1 mondiale junior. Elle revient à la compétition à Milan où elle est éliminée par Sloane Stephens, 16 ans, en quart de finale. Lors du tournoi junior de Roland-Garros, elle est la logique tête de série no 1. Après son élimination dès le deuxième tour du tournoi parisien, elle avoue ses difficultés sur les surfaces lentes, comme la terre battue,. Son titre junior l’année précédente lui garantit une invitation dans le tableau final dames du tournoi londonien. Dix jours avant ses débuts à Wimbledon, la jeune joueuse passe son examen d'anglais dans le cadre du GCSE. Si elle s'incline au premier tour face à Daniela Hantuchová en trois sets, sa performance — elle a mené au score d’un set et un break — renforce les grands espoirs placés en elle par le tennis britannique,. Quelques jours plus tard, elle abandonne son titre junior, éliminée au troisième tour du tournoi, handicapée par des douleurs dorsales,. En fin de saison, l'espoir de la Grande-Bretagne manque d'un rien la qualification pour le tableau final simple dames de l’US Open, battue 7-6, 4-6, 7-6 par Eva Hrdinová au troisième et dernier tour des qualifications,. Après un début parfait au premier tour de l'US Open junior en battant Ons Jabeur 6-0, 6-0, Robson brille jusqu'en demi-finale, éliminée par Yana Buchina. Après avoir disputé plusieurs tournois ITF, s'illustrant uniquement par un quart de finale à Minsk, la Britannique termine l’année à la 403e place du classement mondial.
Laura Robson commence sa saison 2010 en atteignant la finale de la Hopman Cup avec Andy Murray. Après avoir multiplié les défaites en simple, l'adolescente de quinze ans bat l'Espagnole María José Martínez Sánchez (no 26 mondiale) en finale avant de perdre en double mixte. Ce tournoi avec Murray lui permet d'empocher 43 000 £, alors son plus grand gain en carrière. À l'Open d'Australie 2010, elle se hisse en quart de finale du double avec l'Australienne Sally Peers et perd en finale du tournoi junior contre Karolína Plíšková,. Après cette défaite en finale, Laura Robson s'entraîne intensivement deux mois à l'académie Mouratoglou en région parisienne où elle rencontre Eugenie Bouchard. Au printemps, elle fait plusieurs tournois américains sur le circuit ITF et grimpe au classement mondial grâce à une demi-finale à Dothan et un quart de finale à Charlottesville. En juin, l'adolescente suscite une polémique pour avoir traité certaines joueuses du circuit de « traînées » lors d'une interview pour le magazine britannique Vogue,,. Misant sur la saison sur gazon, la jeune britannique ne dispute pas la saison sur terre battue. Sortie des qualifications au tournoi de Birmingham, Robson remporte son premier match sur le circuit WTA au premier tour après l'abandon de Stefanie Vögele à 6-4, 1-0. Elle est éliminée au tour suivant par Yanina Wickmayer, joueuse du top 20. Le tirage au sort du simple dames de Wimbledon lui donne Jelena Janković pour adversaire au premier tour et Robson s'incline en deux sets face à la no 4 mondiale. Ayant du temps après cette élimination rapide, Robson participe au tournoi junior de Wimbledon et est battue en demi-finale par la joueuse japonaise Sachie Ishizu après avoir raté plusieurs points décisifs,. Après avoir montré des progrès à l'automne, la jeune joueuse envisage d'arrêter les tournois juniors pour se consacrer sur les tournois seniors,,. En décembre, l'espoir du tennis britannique recrute l'entraîneur français Patrick Mouratoglou,.

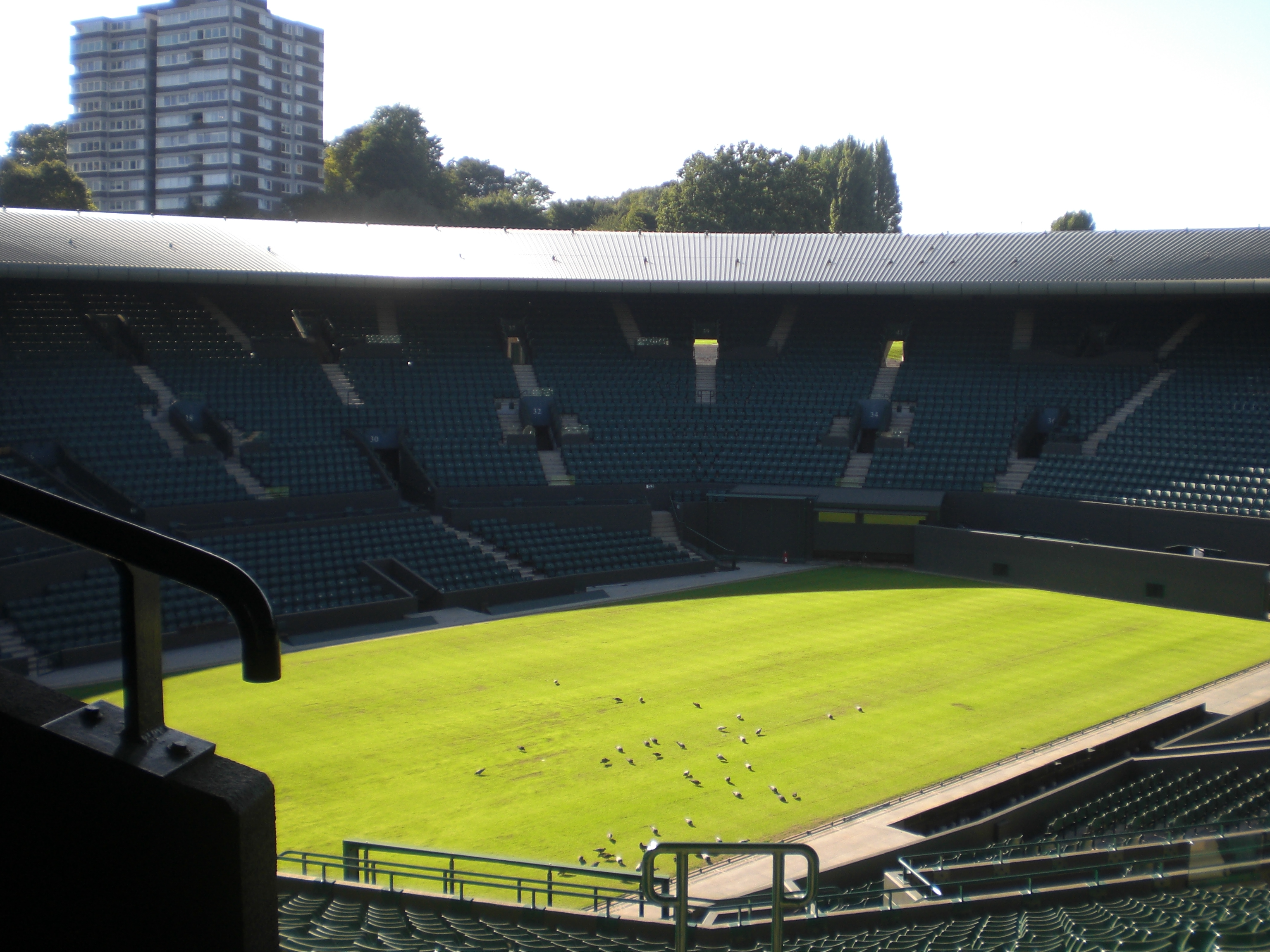
En 2011, Laura Robson joue sur le Court no 1 de Wimbledon contre Maria Sharapova pour le plus grand match de sa carrière jusqu’alors.

Comme l'année précédente, Laura Robson commence la saison 2011 par une participation à l'Hopman Cup avec Andy Murray sans connaître la même issue positive puisque la joueuse britannique enchaîne les défaites avant de se blesser à la cuisse,,. Enchaînant les déceptions sur le terrain et les blessures, Robson se sépare de Muratoglou avant le début de l'été et quitte Paris. Le temps fort de la saison compliquée de Robson est sa victoire au premier tour du simple dames du tournoi de Wimbledon contre Angelique Kerber sur le score de 4-6, 7-6, 6-3, son premier succès dans le tournoi seniors de Wimbledon,. Cette qualification lui permet d'affronter Maria Sharapova sur le Court numéro un pour ce qui est le plus grand match de sa jeune carrière. Si elle s'incline 6-7, 3-6, Laura Robson montre une confiance plus importante et reçoit les louanges de plusieurs joueuses comme Serena Williams,,. Elle poursuit sa progression en se qualifiant pour le tournoi final de l'US Open en gagnant deux matchs dans la même journée. Vainqueur d'Ayumi Morita sur abandon au premier tour alors qu’elle gagne un set à rien, Robson s'incline au deuxième tour contre la tête de série no 30 Anabel Medina Garrigues en deux sets 6-2, 6-3,. Défaite par Ana Ivanović au deuxième tour à Tokyo, la Britannique se retire de son camp d'entraînement à Las Vegas en novembre à cause d'une fracture de fatigue au tibia.

#### Éclosion et médaille olympique (2012)

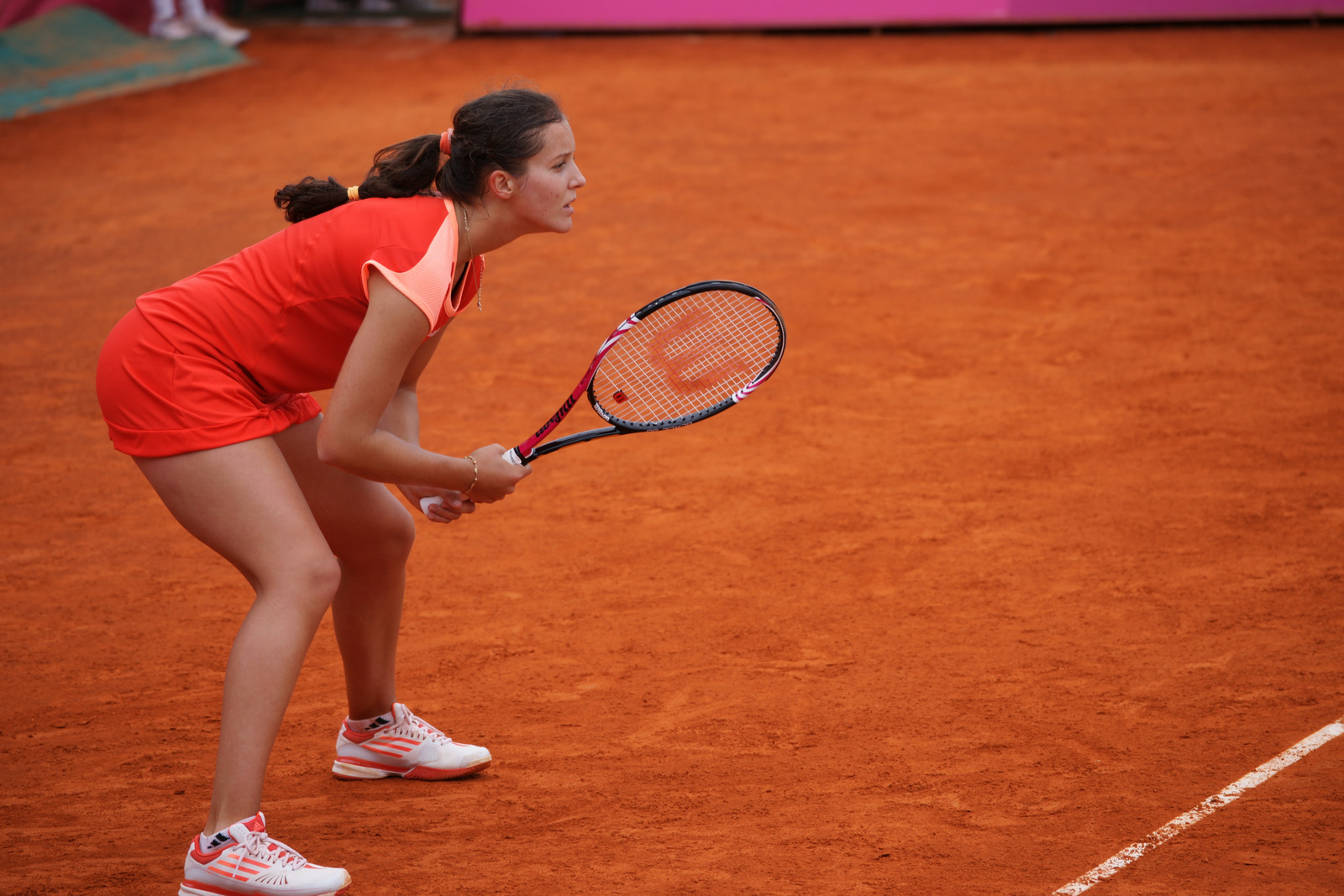
Laura pendant les qualifications de l'Open de Cagnes-sur-Mer 2012.

Qualifiée pour le tournoi simple dames de l'Open d'Australie 2012 après avoir passé trois tours de qualification contre Melanie Oudin, Anna Floris et Olga Savchuk, Robson s'incline au premier tour du tableau final face à Jelena Janković, tête de série no 13, sur le score de 2-6, 0-6. La joueuse de 17 ans répond aux remarques homophobes de Margaret Court en entrant sur le terrain qui porte le nom de l'ancienne gloire avec un chouchou aux couleurs de l'arc-en-ciel,,.
En février, Robson est sélectionnée par Judy Murray pour faire partie de l'équipe britannique de Fed Cup jouant les matchs de groupe I de la zone Europe/Afrique à Eilat en Israël. Pour ses premières sélections, elle évolue dans le double avec Heather Watson et gagne les matchs contre le Portugal, les Pays-Bas et Israël,. De retour au Royaume-Uni, la joueuse tombe malade avec un virus qui l'empêche de s'entraîner trois semaines. Elle part ensuite s'entraîner au camp Adidas à Las Vegas et joue plusieurs tournois américains au printemps sans grand succès. Malgré tout, ces participations la font grimper au classement mondial à la 121e place. En avril, Robson retrouve l'équipe nationale de Fed Cup qui vise la promotion dans le Groupe mondial. Opposées à l'équipe de Suède, les joueuses britanniques sont dos au mur lorsque Judy Murray choisit de lancer Laura Robson contre Sofia Arvidsson pour le troisième match, que cette dernière remporte 4-6, 6-1, 3-6.
Tête de série no 1 au tournoi ITF de Chiasso au début du mois de mai, Laura Robson est éliminée en quart de finale par l'Allemande Tatjana Malek. Sortie des qualifications au tournoi de Cagnes-sur-Mer, elle doit déclarer forfait pour une blessure au pied. Eliminée au troisième tour des qualifications par Karolína Plíšková, Robson est repêchée pour disputer les Internationaux de France après le forfait de Silvia Soler Espinosa mais est battue par Anabel Medina Garrigues dès le premier tour. Au premier tour de Wimbledon, elle s'incline contre Francesca Schiavone sur le score de 6-2, 4-6, 4-6 après avoir dominé le premier set en seulement 25 minutes. Plus jeune joueuse du top 100 en lice dans le tableau final, Laura Robson commet trop d'erreurs lors des deux derniers sets dans lesquels l’expérimentée joueuse italienne ralentit le rythme pour la gêner,. En juillet, elle atteint les demi-finales du tournoi de Palerme où elle s'incline contre Barbora Záhlavová Strýcová en trois manches. Cette performance lui permet de grimper à la 91e place au classement WTA. La semaine suivante, elle s'incline au premier tour du tournoi de Bastad contre Anabel Medina Garrigues 6-4, 7-6.
Repêchée dans le tournoi simple dames des Jeux olympiques de Londres après le forfait de la Croate Petra Martić, Laura Robson passe un tour face à Lucie Šafářová avant de s'incliner face à Maria Sharapova, future finaliste du tournoi. Préférée à Heather Watson par Andy Murray pour jouer le double mixte, Laura Robson remporte la médaille d'argent aux côtés de ce dernier. Malgré ce titre de vice-champion olympique, la jeune joueuse est insultée pour ses performances aux côtés de la vedette écossaise.

Laura Robson aux Jeux olympiques de Londres de 2012
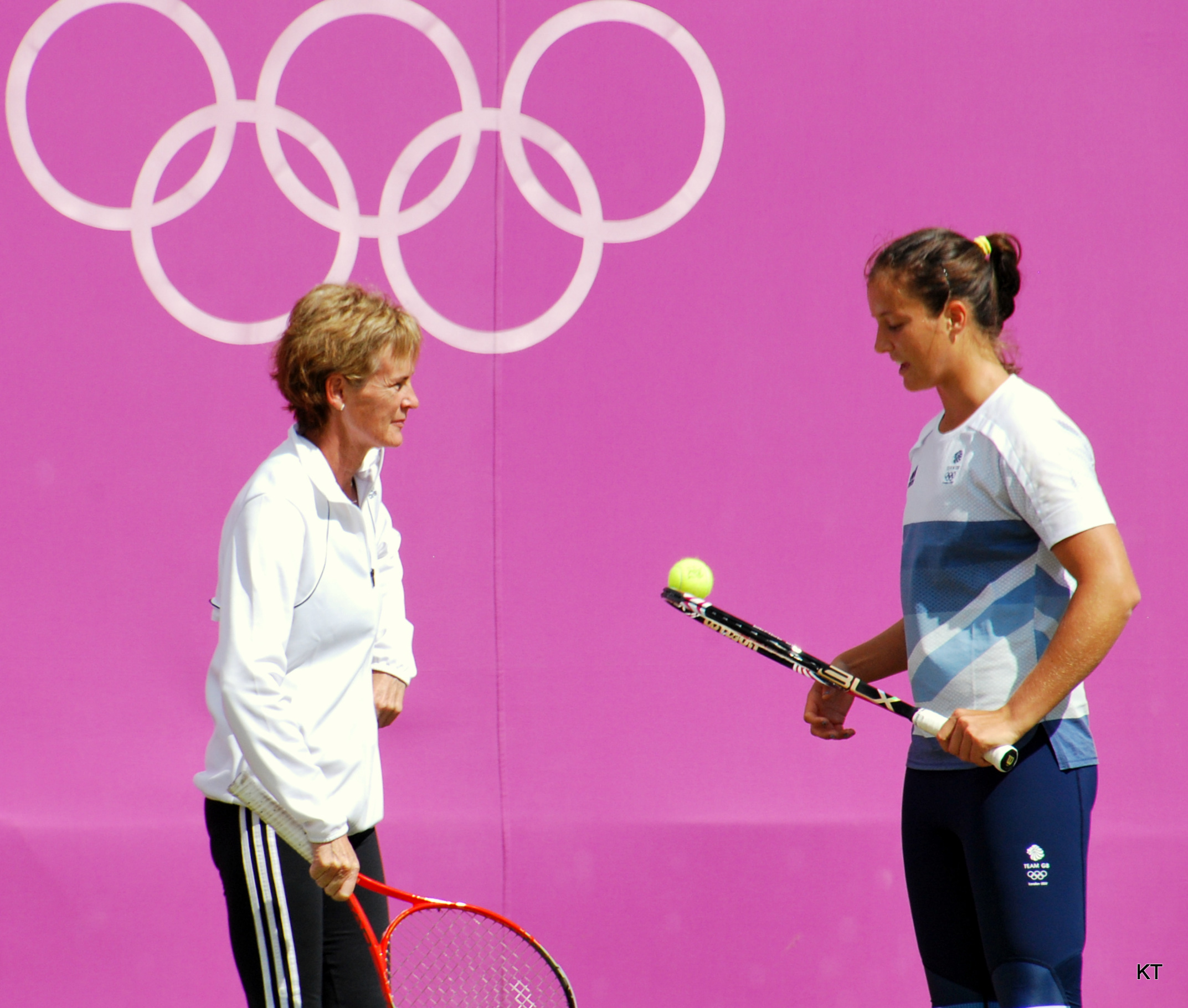
Discussion avec Judy Murray à l’entraînement.
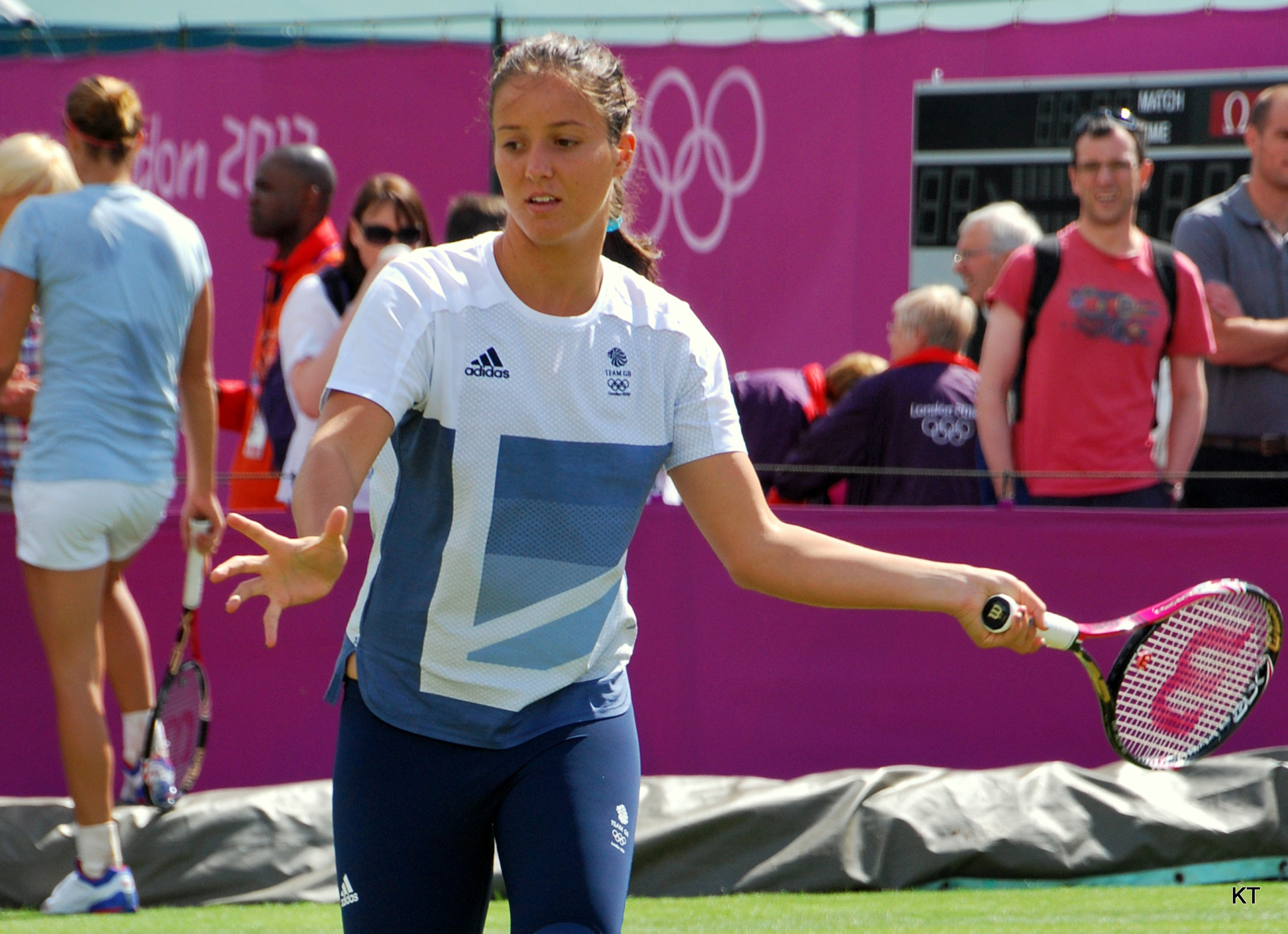
Coup droit à l’entraînement lors des Jeux.
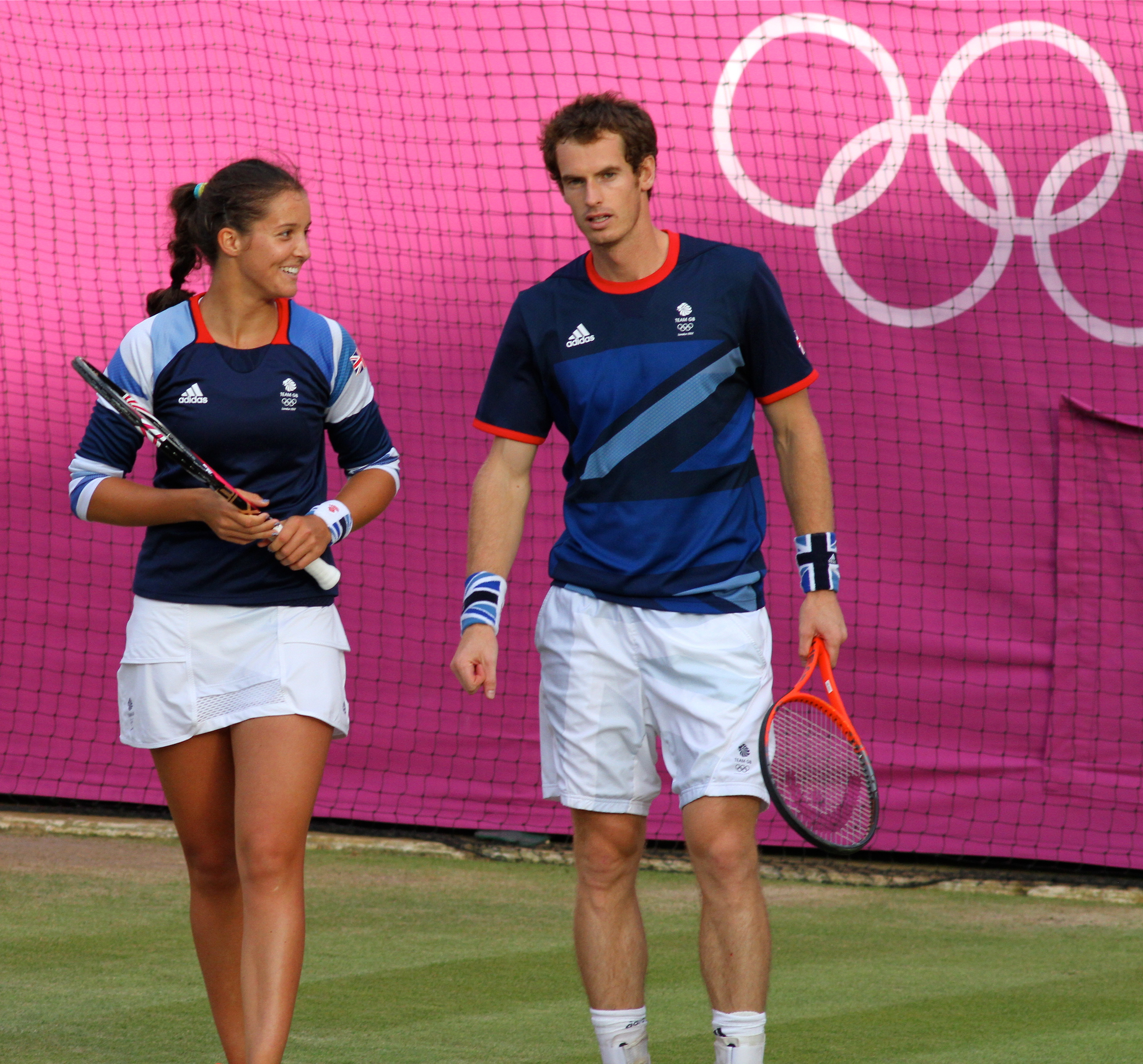
Avec Andy Murray à l’entraînement lors des JO de Londres.
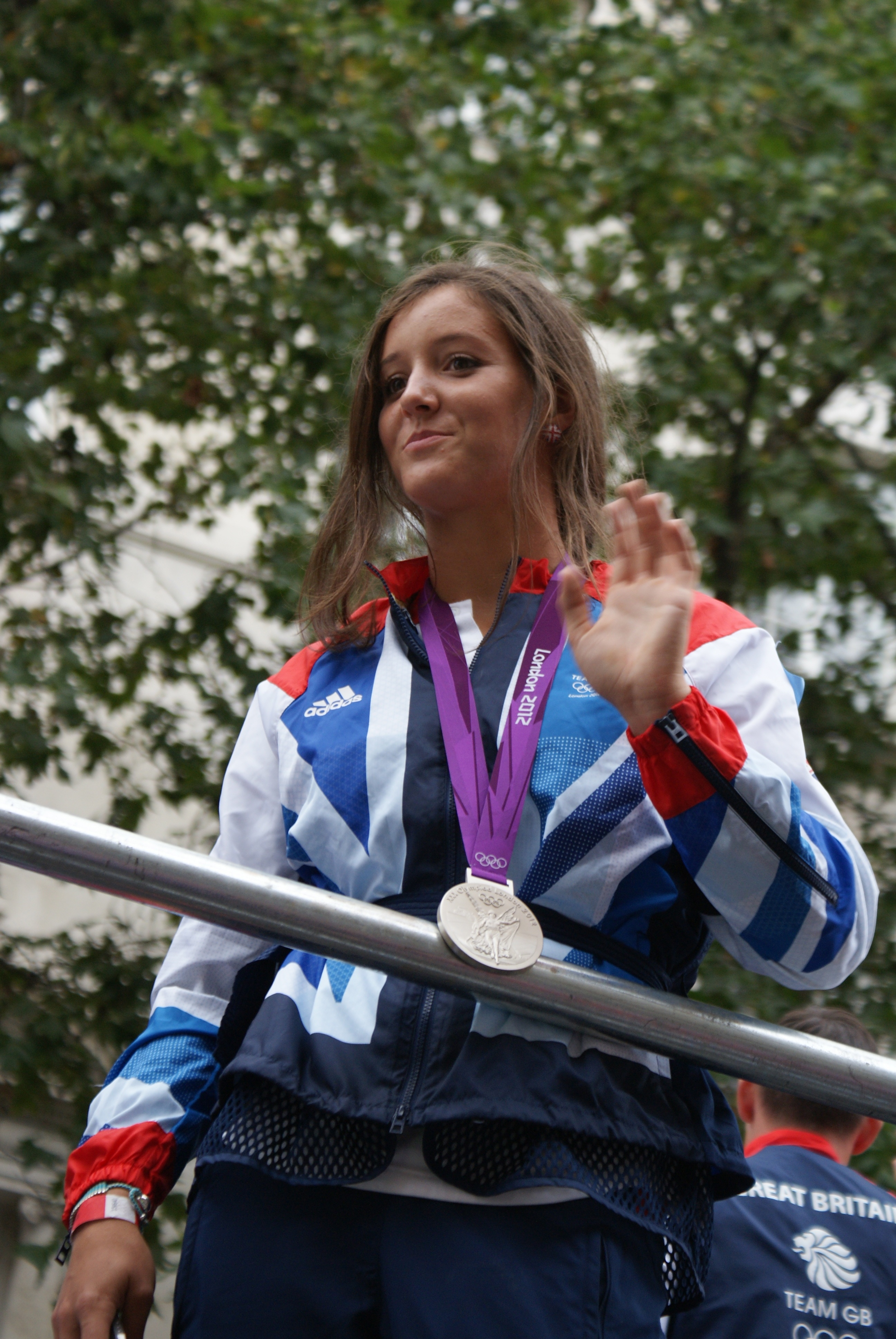
Pendant la parade des athlètes britanniques médaillés.

Sur la lancée de sa médaille olympique, elle atteint pour la première fois de sa carrière les huitièmes de finale d'un tournoi du Grand Chelem à l'US Open après des victoires contre Kim Clijsters et Li Na,,. Tentant de devenir la première joueuse britannique à se qualifier pour un quart de finale de Grand Chelem en vingt-huit ans, elle manque deux balles de break à 4-4 dans le premier set avant de le laisser filer sur une double faute dans une défaite 6-4, 6-4 face à Samantha Stosur. Joueuse très populaire pour son classement (no 89 au classement WTA), la sportive britannique a plus d'abonnés sur le réseau social Twitter que la no 1 mondiale Victoria Azarenka. Sa fin de saison est marquée par la viralité d'une vidéo réalisée à Pékin avec Eugenie Bouchard sur la musique du moment Gangnam Style. Tête de série pour la première fois sur le circuit WTA au tournoi du Japon, elle quitte le tournoi en quart de finale, battue par Chang Kai-chen. La jeune joueuse est désignée révélation de la saison par les médias suivant le circuit féminin de tennis.

#### Meilleur classement (2013)

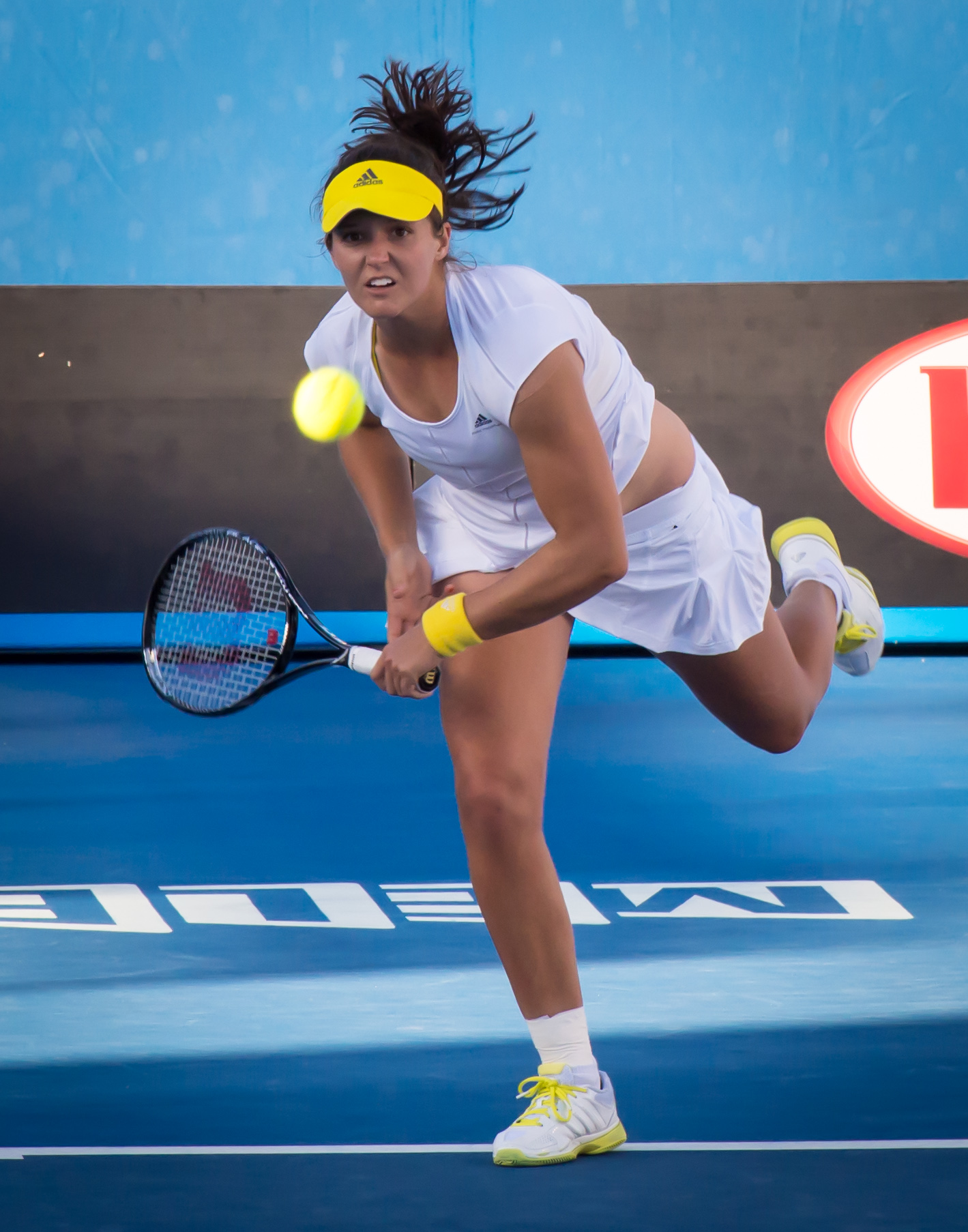
Robson lors de l'Open d'Australie 2013.

Laura Robson commence la saison 2013 dans les cinquante premières places du classement WTA. À l'Open d'Australie, elle entame son tournoi par une victoire convaincante sur Melanie Oudin, réussissant pour la première fois de sa carrière à passer le premier tour dans ce tournoi du Grand Chelem. Au deuxième tour, Robson élimine la championne en titre de Wimbledon et tête de série no 8 Petra Kvitová après avoir perdu le premier set dans une longue bataille de trois heures se concluant après minuit sur le score de 2-6, 6-3, 11-9. Fatiguée par son match précédent, demandant plusieurs interruptions pour soigner une épaule douloureuse, la joueuse britannique est éliminée en deux sets au tour suivant par Sloane Stephens. Dès la semaine suivante, Laura Robson enchaîne par plusieurs matchs de Fed Cup en Israël, contribuant à placer la Grande-Bretagne en position de se qualifier pour le Groupe mondial.
En mars, Laura Robson enchaîne les défaites rapides dans sa tournée au Moyen-Orient puis aux États-Unis, touchée par une infection à la poitrine. Lors du tournoi de Miami, elle domine Camila Giorgi en trois sets au premier tour, sa première victoire sur le circuit depuis l'Open d'Australie, avant d'être battue par Alizé Cornet. La joueuse s'incline en finale du tournoi de double féminin, associée à l'expérimentée américaine Lisa Raymond, sur le score de 1-6, 6-7,. Éliminée au premier tour à Katowice, sa victoire 6-1, 6-1 contre l'Argentine Paula Ormaechea en Fed Cup ne lui permet pas de retrouver la confiance et la jeune athlète britannique est éliminée par Ayumi Morita à Estoril.
Après cette série de défaites, Laura se sépare de son entraîneur croate Zeljko Krajan après neuf mois de collaboration,. Ce dernier, qui n'a pas réussi à gérer ses crises de confiance, blâme la joueuse de 19 ans pour son manque d'implication et de sérieux à l'entraînement,. Au tournoi de Madrid, la gauchère britannique créé la surprise en dominant la no 4 mondiale Agnieszka Radwańska au deuxième tour sur le score de 6-3, 6-1,,, avant d'être sortie par l'ancienne no 1 mondiale Ana Ivanović après avoir mené cinq jeux à deux dans le dernier set,,. Au premier tour du tournoi de Rome, elle bat Venus Williams, mais perd au tour suivant contre Serena Williams, no 1 mondiale,. À Roland-Garros, la Britannique n'arrive pas à tirer avantage des difficultés de Caroline Wozniacki, qui reste sur quatre défaites consécutives sur terre battue, et multiplie les erreurs dans une défaite 3-6, 2-6 dès le premier tour,. 
Pendant sa préparation pour la saison sur gazon, la joueuse opte pour l'entraîneur écossais Miles Maclagan,. Laura Robson s'installe seule dans un appartement du sud-ouest de Londres, ses parents sont partis vivre à Athènes pour des raisons professionnelles. À Wimbledon, elle élimine au premier tour Maria Kirilenko, tête de série no 10,. L'ancien vainqueur du tournoi Pat Cash l'encense après sa prestation : « Je viens de regarder une future joueuse du top 5 et je pense une vainqueur de Grand Chelem »,,. Au deuxième tour, elle se défait de Mariana Duque Mariño,. Au troisième tour, elle remonte un set pour éliminer Marina Erakovic pour être ensuite battue par Kaia Kanepi, montrant des lacunes dans ses déplacements et la constance,. Ces performances lui permettent d'atteindre la 27e place, première britannique dans le top 30 depuis Jo Durie en 1987,. Après cette performance, la sportive quitte Octogon pour IMG après une lutte entre agences de management sportif pour la recruter, attirées par l'opportunité de voir une Britannique remporter Wimbledon, sa personnalité et son apparence.
Après plusieurs forfaits à cause d'une blessure au poignet lors de la tournée américaine, Laura Robson est tête de série no 30 à l'US Open, la première joueuse britannique à être tête de série d'un tournoi du Grand Chelem depuis Jo Durie à l'Open d'Australie 1987. Elle y bat successivement Lourdes Domínguez Lino et Caroline Garcia avant d'être éliminée par Li Na. De retour en Grande-Bretagne, elle se fait opérer des dents de sagesse à temps pour être prête pour les tournois asiatiques. Multipliant blessures et maladies, son meilleur résultat à l'automne est un quart de finale au tournoi de Canton avant de terminer son année par une défaite au premier tour à Osaka contre la joueuse locale de 43 ans Kimiko Date.

#### Blessures en cascade (2014-2022)

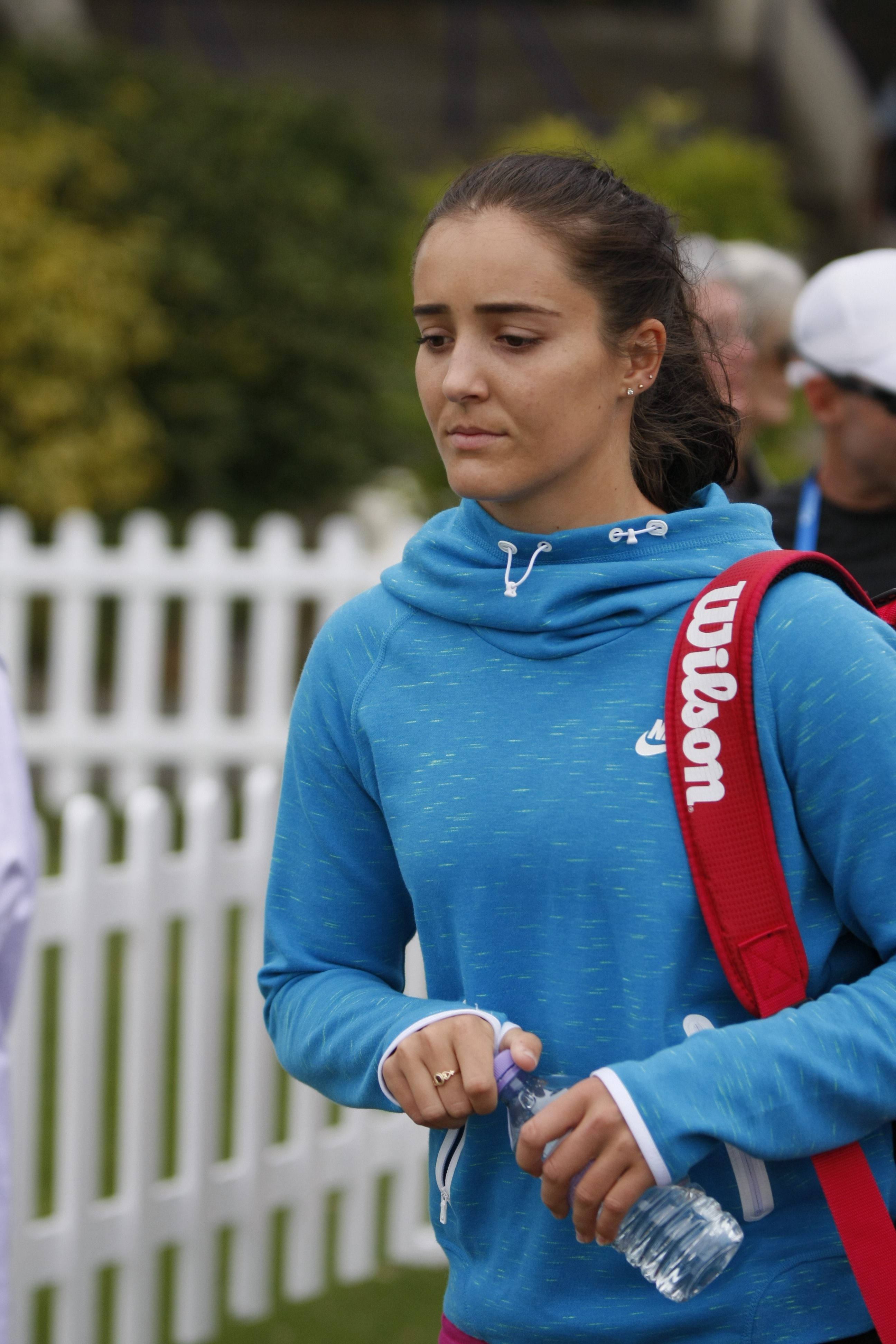
Laura Robson lors de son retour à la compétition à Eastbourne en juin 2015.

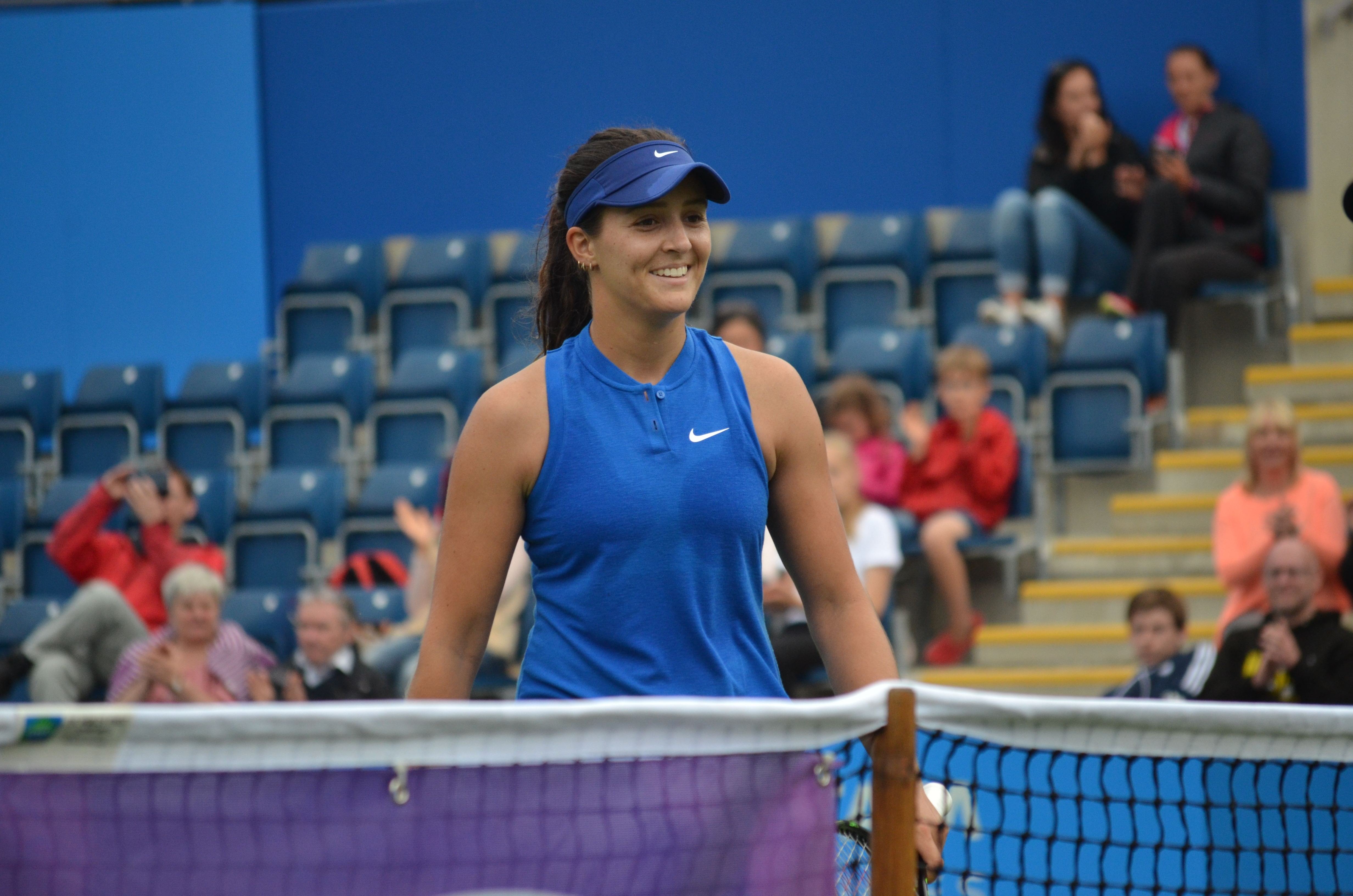
Laura Robson lors de sa victoire contre Varvara Lepchenko en qualifications du tournoi de Birmingham 2016.

Laura Robson commence la saison 2014 au tournoi de Hobart mais doit abandonner lors de son premier match contre Yanina Wickmayer, sa blessure au poignet gauche contractée à l'automne 2013 persiste. Tentant de revenir pour l'Open d'Australie, elle n'y fait que figuration et est la première joueuse sortie du tournoi, s'inclinant sur le score de 3-6, 0-6 en 50 minutes contre Kirsten Flipkens,. Espérant que le temps estompe la douleur et la gêne de son poignet gauche, elle déclare forfait pour la Fed Cup et patiente. Après plusieurs semaines d'attente sans amélioration de sa condition physique, elle opte au printemps pour une opération du poignet. Sa rééducation prend de nombreux mois et la Britannique ne dispute aucun autre match de l'année. Déprimée par son absence des courts et sa perte d'autonomie — sans pouvoir bouger son poignet gauche, la gauchère n’arrive pas à couper sa nourriture —, elle perd son statut de joueuse britannique la mieux classée au profit d'Heather Watson. Robson devient consultante pour la BBC à l'occasion du tournoi de Wimbledon,.
Après dix-sept mois hors du circuit professionnel et des retours avortés pour l'Open d'Australie et Roland-Garros,, Laura Robson retrouve la compétition lors des qualifications du tournoi d'Eastbourne en juin 2015 lors desquelles elle est sèchement battue sur le score de 0-6, 1-6 par Daria Gavrilova,. Invitée dans le tableau final de Wimbledon, Laura Robson est éliminée au premier tour en deux sets par Evgeniya Rodina malgré le soutien de la foule. Tombée au 913e rang mondial, sa première victoire en presque deux ans intervient sur le circuit ITF contre la jeune Naomi Osaka, âgée de 17 ans, lors du Granby National Bank Challenger,. Elle conclut sa saison avec seulement trois victoires sur les dix rencontres disputées, toujours handicapée par son poignet,.
Après plusieurs semaines de repos, sans entraînement, Laura Robson se prépare avec optimisme pour la saison 2016 qu’elle entame à la 558e place mondiale. Toujours touchée au poignet, elle retarde son début de saison prévu à tournoi de Monterrey où elle déclare forfait. La frustration se poursuit à son retour avec des éliminations dès le 1er tour et sans prendre un set à Indian Wells et Miami.
Sur la terre battue de Rabat, elle remporte son premier match WTA depuis son retour à la compétition en éliminant Ghita Benhadi, une jeune joueuse marocaine invitée et non classée. La Britannique est sèchement battue au tour suivant par Tímea Babos sur le score de 1-6, 2-6. À Madrid, Robson se qualifie dans le tournoi final mais perd d'entrée face à Victoria Azarenka (4-6, 2-6). Après n'avoir pas pu participer à l'Open d'Australie, elle se qualifie pour les Internationaux de France (Roland-Garros) où elle quitte le tournoi dès le 1er tour, nettement dominée par Andrea Petkovic (2-6, 2-6),. Invitée pour le tableau final de Wimbledon, la joueuse se plaint des tenues préparées par Nike pour l’événement, les jugeant trop courtes. Elle y est éliminée par la future finaliste du tournoi Angelique Kerber sur le score de 2-6, 2-6. Elle est classée 283e après le tournoi de Wimbledon. Elle voyage pour disputer des tournois mineurs aux États-Unis à Fort Worth, Lexington et Sacramento, récoltant cinq points pour son classement et un peu plus de mille dollars. Robson retrouve la confiance à Landisville et remporte le tournoi après cinq victoires consécutives, dont un 6-0, 6-0 en finale, gagnant 50 points au classement WTA et 3 919 dollars,. À la fin du mois d'août, elle est en vacances en Italie où elle visite le Vésuve et Pompéi avec des amis lorsqu’elle apprend qu’elle est invitée par l'US Open dans le tournoi de qualification. Elle se hisse dans le tableau final du dernier Grand Chelem de l'année sans perdre de set. Robson est battue par sa compatriote Naomi Broady au premier tour sur le score de 6-7, 6-3, 6-4 après un duel de 2 h 29.
En janvier 2017, Laura Robson est éliminée en qualifications de l'Open d'Australie par la Française Amandine Hesse. En mai, la joueuse londonienne remporte le tournoi ITF de Kurume, le troisième de sa carrière, en dominant en finale sa compatriote Katie Boulter sur le score de 6-3, 6-4, lui permettant de grimper à la 169e place du classement mondial. Invitée à Wimbledon en juillet, elle sort en pleurs dès le premier tour, ne prenant que six jeux à la Brésilienne Beatriz Haddad Maia. En octobre, Laura Robson est présente au concert de musique country frappé par la fusillade de Las Vegas et en est rescapée,.
Blessée à la hanche, la joueuse britannique est opérée une première fois en juin 2018, suit plusieurs mois de traitements médicaux avant une deuxième opération en décembre 2019, et une troisième intervention chirurgicale à la hanche en janvier 2022. Ses tentatives de reprendre sa carrière sportive et de s'entraîner sont annihilées par la douleur,. Le 16 mai 2022, après plusieurs années de lutte contre les blessures, Laura Robson officialise l’inéluctable fin de sa carrière sportive.

## Style de jeu
Laura Robson a la particularité d'être gauchère, ce qui pose de nombreux problèmes aux autres joueuses du circuit WTA, habituées à jouer entre droitières. Elle joue un revers à deux mains. Elle possède un bon service. 
Jeune, Laura Robson ne frappe qu'à plat et apprend progressivement à utiliser des effets. Son style de jeu est très agressif. Mentalement, son tempérament et ses émotions la font parfois sortir de ses matchs et elle travaille avec ses entraîneurs à améliorer sa concentration et à garder son sang-froid. Cette nervosité lui fait multiplier les doubles fautes comme les 13 points donnés au service dans le troisième set contre Eva Hrdinová aux qualifications de l’US Open 2009. À la fin de la saison 2009, la joueuse commence à travailler avec une psychologue du sport.
Ambitieuse, elle n'accepte pas la moindre erreur et se met une grande pression sur elle-même, ce qui crée régulièrement un agacement perceptible par ses adversaires.

## Palmarès et résultats

### Titres et finales
Laura Robson n’a remporté aucun titre sur le circuit WTA. Individuellement, sa meilleure performance est une finale en simple au tournoi de Canton en 2012. Elle a également joué quatre finales de tournoi en double, toutes perdues, notamment celle du tournoi olympique de Londres de 2012. Elle a en revanche été titrée à sept reprises sur le circuit ITF, en simple ou en double.

### Classements WTA
| Année          | 2008 | 2009 | 2010 | 2011 | 2012 | 2013 | 2014 | 2015 | 2016 | 2017 | 2018 |
| Rang en simple | 559  | 419  | 206  | 131  | 53   | 46   | 951  | 558  | 220  | 251  | 435  |
| Rang en double | 1006 | 299  | 127  | 808  | 285  | 91   | -    | 291  | 487  | 113  | 255  |

Source : (en) Classements de Laura Robson sur le site officiel de la Fédération internationale de tennis

## Revenus
Athlète précoce, Laura Robson a gagné plus d'un demi-million de dollars sur le circuit WTA à l'âge de 18 ans. La vice-championne olympique n’a pas accès à son argent, géré par son père, et n’a pas de carte de paiement, elle voyage en classe économique avec son entraîneur,. Sa performance à Wimbledon en 2013 voit ses revenus commerciaux grimper. La jeune sportive devient égérie pour la collection de Stella McCartney pour Adidas et ambassadrice pour la marque Virgin Active. Pour la saison 2013, la joueuse de tennis empoche 317 000 £ de gains en tournois, battant son record de l'année précédente avec 285 000 £, ce qui en fait la quatrième sportive britannique la mieux rémunérée de la saison après Jessica Ennis, Victoria Pendleton et Keri-Anne Payne.
En 2022, bien qu'absente du circuit WTA depuis plusieurs années, Laura Robson devient ambassadrice de la marque Vodafone dans le cadre du partenariat de la marque avec le tournoi de Wimbledon.

## Vie privée
En 2009, quelques médias britanniques dont le Daily Mail prêtent à Laura Robson une relation avec le plongeur Tom Daley, mais cette rumeur sans fondement est démentie quelques mois plus tard par la déclaration publique du sportif révélant son homosexualité.
En 2020, Laura Robson annonce être en couple avec le mannequin James Yates.

### Citations originales
1. ↑  (en) « Just watched a future top 5 and I think a slam winner ».